# 神戸市立有野中学校
神戸市立有野中学校（こうべしりつ ありのちゅうがっこう）は、兵庫県神戸市北区にある公立中学校。

## 概要
以前は学校内が全面土足であったが、現在は上履きが必須となっている。神戸市立中学校の中で最も敷地面積が広い。

## 沿革
北摂三田ニュータウン藤原台地区の造成に伴い、神戸市立有馬中学校から分離開校した。その後、生徒数の増加により神戸市立有野北中学校を分離した。

### 年表
- 1989年4月1日 - 神戸市立有馬中学校より分離し、開校。
- 1990年4月1日 - 特別支援学級開設。
- 2001年4月1日 - 神戸市立有野北中学校を分離し、校区変更。

## 教育目標
- 心豊かにたくましく生きる力を育む

## 生徒会活動
- 生徒会執行部
- 学年評議会
- 生活委員会
- 衛生委員会
- 体育委員会
- 文化委員会
- 図書委員会

## 部活動

### 運動部
- 野球部
- サッカー部
- 陸上競技部
- ソフトテニス部
- バスケットボール部
- 男子卓球部
- 女子バレーボール部

### 文化部
- 吹奏楽部
- 美術部
- 技術部
- 家庭科部
- 放送部

## 通学区域
- 神戸市北区
  - 有野町有野（市道有野藤原線以南）
  - 有野中町1丁目
  - 八多町（うち藤原台団地）
  - 藤原台北町1丁目、2丁目、3丁目、4丁目
  - 藤原台中町
  - 藤原台南町

## 進学前小学校
- 神戸市立有野小学校
- 神戸市立藤原台小学校

## 制服
- 男子　
  - 冬服は標準的な学生服上下である。
  - 夏服はカッターシャツ、スラックスである。
- 女子　
  - 冬服はブレザー、ベスト、ブラウス、吊りスカートである。
  - 夏服はブラウス、吊りスカートである。

## 校区内の主な施設
- 神戸市北神区役所
- 神戸市北神区民センター
- 神戸市立北神図書館
- 神戸市立有野小学校
- 神戸市立藤原台小学校
- 神戸市立有野幼稚園
- ありの藤原幼稚園
- 六甲藤原台幼稚園
- 神戸電鉄三田線岡場駅
- 神戸電鉄三田線五社駅
- 済生会兵庫県病院
- 甲北病院
- 有間神社
- 岡場公園
- 藤原山公園

## 卒業生
- 田崎佑一（お笑い芸人・藤崎マーケット）
- 辰己涼介（プロ野球選手）
- 憧花ゆりの（元宝塚歌劇団娘役・月組組長）

## 交通アクセス
- 神戸電鉄三田線岡場駅から徒歩12分

## 通学区域が隣接している学校
- 神戸市立有野北中学校
- 神戸市立義務教育学校八多学園
- 神戸市立唐櫃中学校
- 神戸市立有馬中学校
- 西宮市立山口中学校